# Milicja Polska Śląska Cieszyńskiego

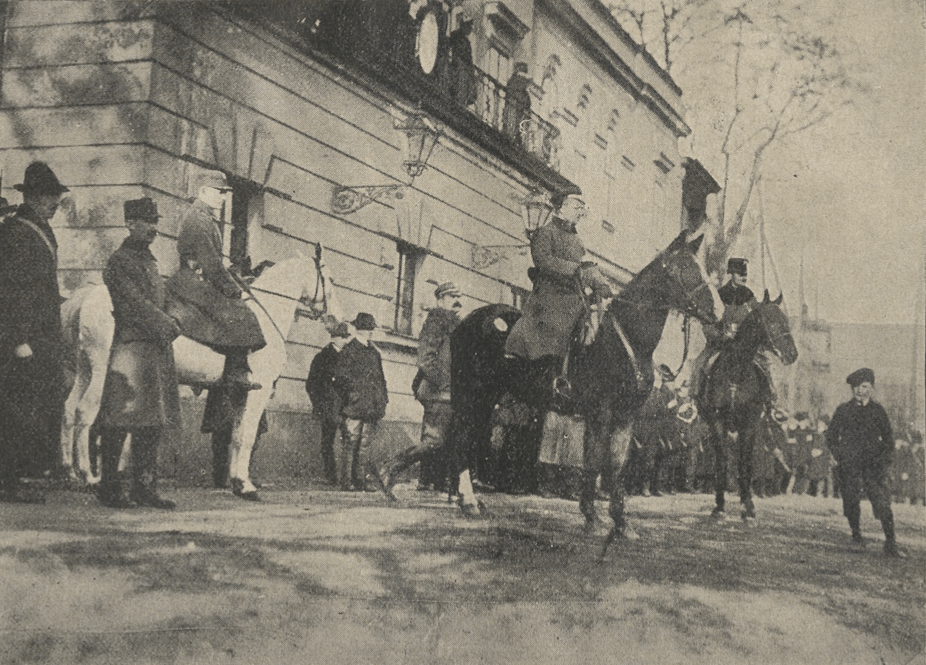
Jerzy Szczurek (w centrum, na koniu) w czasie przysięgi Milicji Polskiej Śląska Cieszyńskiego w Cieszynie

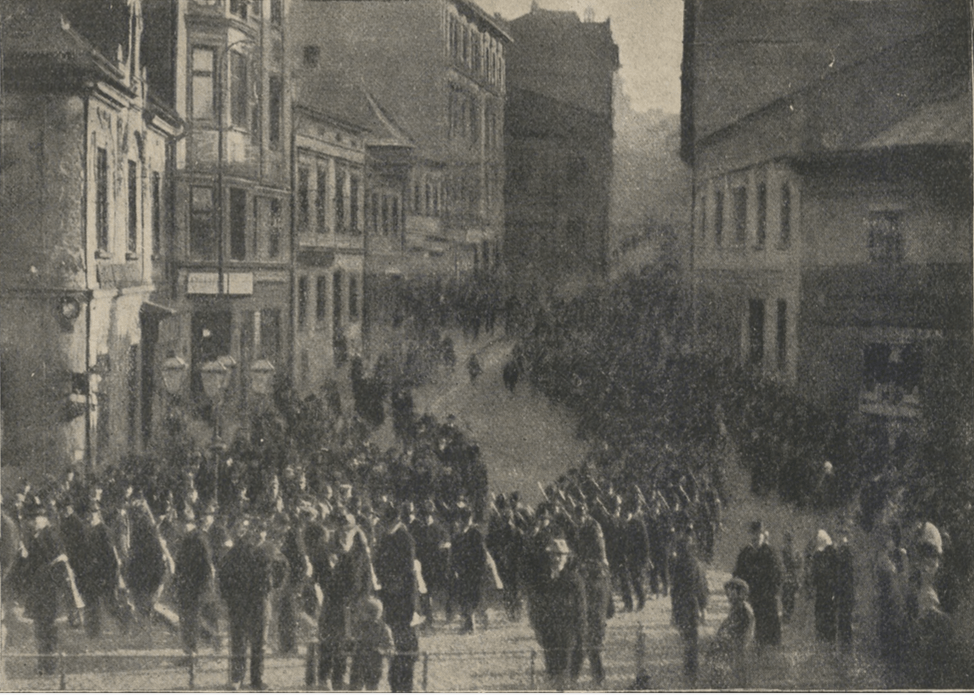
Pochód Milicji Polskiej Śląska Cieszyńskiego – Cieszyn 1918

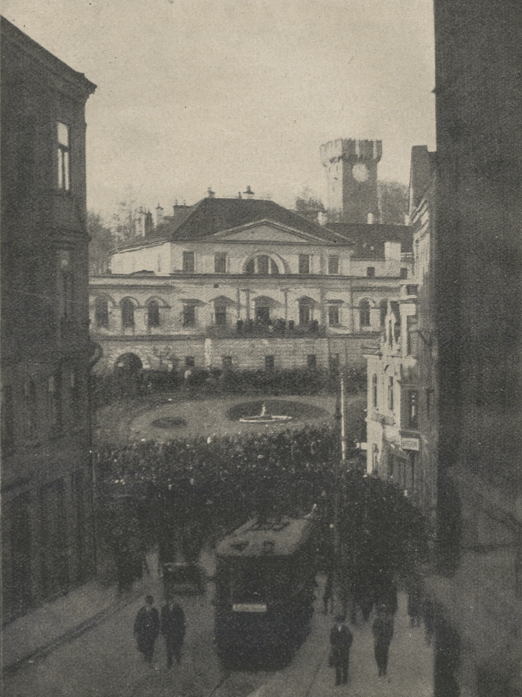
Hołd Milicji Polskiej Śląska Cieszyńskiego w Cieszynie 1918

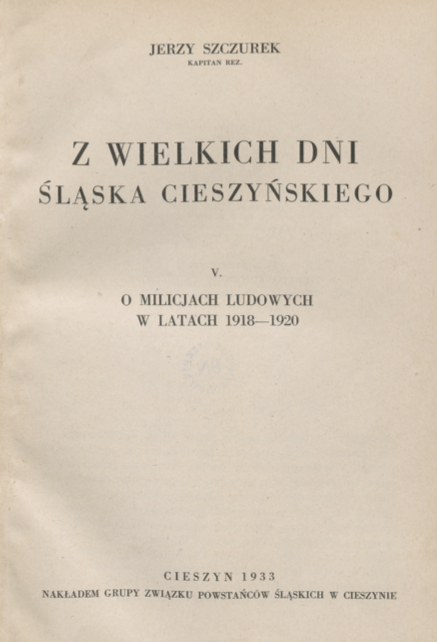
Strona tytułowa książki Jerzego Szczurka o historii milicji na Śląsku Cieszyńskim w latach 1918–1920

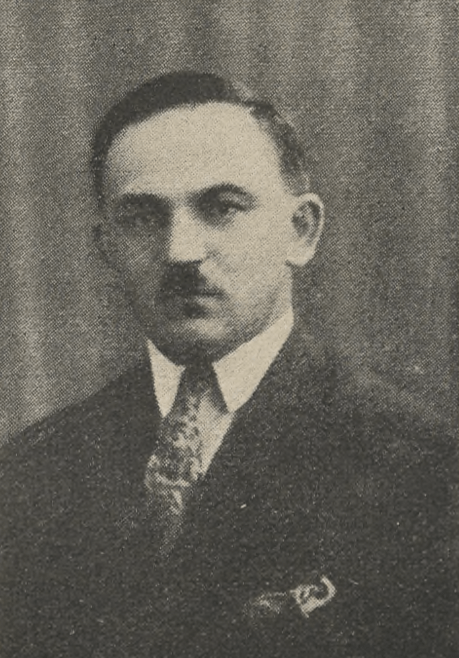
Podporucznik Teofil Gabzdyl zastępca i adiutant Głównej Komendy Milicji

Milicja Polska Śląska Cieszyńskiego – polska milicja ludowa działająca w latach 1918–1919 na terenie Śląska Cieszyńskiego . Członkowie milicji brali udział w obronie Śląska Cieszyńskiego przed czeską aneksją tego terytorium w czasie wojny polsko-czechosłowackiej w roku 1919.

## Historia
Organizacja miała charakter ochotniczy i powstała na bazie Straży Obywatelskiej tworzonej przed 1 listopada 1918 roku w Cieszynie. Straże te powstawały spontanicznie na terenie Śląska Cieszyńskiego. Początkowo oprócz Cieszyna utworzone zostały w Suchej Górnej i Trzyńcu, a wkrótce rozprzestrzeniły się na terenie całego Księstwa Cieszyńskiego, gdzie mieszkali Polacy. Władze polskie, które zainicjowały jednostki milicji ludowej na Śląsku Cieszyńskim wzorowały się na organizacji milicji w Szwajcarii.
Na czele organizacji, jako komendant, stanął jej inicjator – porucznik Jerzy Szczurek, a funkcję jego adiutanta objął chorąży Teofil Gabzdyl. Siedziba organizacji mieściła się w Domu Narodowym w Cieszynie, gdzie na posiedzeniu Rady Narodowej Księstwa Cieszyńskiego opracowano odezwę, która na łamach regionalnej prasy została opublikowana 4 listopada 1918 roku pod tytułem „Do wszystkich gmin polskich na Śląsku Cieszyńskim!”.

### Dokumenty
Tekst odezwy wydrukowany w prasie był streszczeniem obszerniejszego dokumentu przyjętego na posiedzeniu Rady Narodowej i brzmiał następująco:

„Do wszystkich gmin polskich na Śląsku Cieszyńskim!
Zamianowany komendantem wszystkich tworzących się oddziałów Milicji Polskiej Księstwa Cieszyńskiego, a przez Radę Narodową zatwierdzony w tym urzędzie, obejmuję dziś, 4 listopada 1918 r., urzędowanie w Cieszynie, Dom Narodowy, I p., i rozkazuję:
- 1. Na rozkaz Rady Narodowej Ks. Cieszyńskiego utworzą się w polskich gminach Miejscowe Komendy Milicji Polskiej.
- 2. Milicje wybiorą swych naczelników i ich zastępców.
- 3. Milicje obejmą natychmiast w swych gminach służbę bezpieczeństwa publicznego w porozumieniu z posterunkami żandarmerji.
- 4. Milicje wyślą do 7 b. m. raporty pod adresem Krajowej Komendy, które zawierać muszą:
  - a) ilość członków ,
  - b) nazwisko i adres naczelnika Milicji,
  - c) ilość potrzebnej broni palnej i amunicji,
  - d) meldunek o dotychczasowej działalności i datę objęcia służby bezpieczeństwa.

Organizację i zakres działania wysyłamy równocześnie z niniejszym okólnikiem.
Wszystkie sprawy służbowe kierować należy pod adresem: Krajowa Komenda Milicji Polskiej Ks. Cieszyńskiego w Cieszynie, Dom Narodowy, I p.
W Cieszynie, 4 listopada 1918 r.
Podpisano: por. komendant Jerzy Władysław Szczurek, adjutant Teofil Gabzdyl”.

Na posiedzeniach Prezydium Rady Narodowej opracowano także okólnik regulujący sprawy organizacyjne oraz definiujący zakres działania Milicji, który jako nowe zarządzenie w formie urzędowej opublikowano na łamach Dziennika Cieszyńskiego.

„A) Organizacja
Powstała w Cieszynie Komenda Milicji Polskiej Księstwa Cieszyńskiego nosi urzędową nazwę: Krajowa Komenda Milicji Polskiej Księstwa Cieszyńskiego w Cieszynie i podlega rozkazom Rady Narodowej.
- W każdym powiecie powstaje: Powiatowa Komenda Milicji Polskiej Księstwa Cieszyńskiego w ......................................
- W każdej gminie polskiej powstające oddziały noszą urzędową nazwę: Miejscowa Komenda Milicji Polskiej Księstwa Cieszyńskiego w ................................
- Komendy powiatowe i miejscowe podlegają rozkazom Krajowej Komendy.
- Do Milicji Polskiej należeć mogą zgłaszający się dobrowolnie obywatele Polski w wieku od 18 do 50 lat. Po zapisaniu się na listę członków składają ślubowanie w ręce miejscowego naczelnika, że:
  - 1. chcą pracować dla dobra wolnej, niepodległej i zjednoczonej Polski,
  - 2. podlegają swym przełożonym władzom milicyjnym,
  - 3. przepisaną im służbę spełniać będą dokładnie i sumiennie.

B) Zakres działania.
Milicjanci pełnią służbę, przepisaną im przez miejscowego naczelnika, uzbrojeni w karabiny i zaopatrzeni w legitymację i w oznakę biało-czerwoną na lewem ramieniu. W zakres służby wchodzi:
- 1. bezpieczeństwo osoby i mienia prywatnego,
- 2. pilnowanie składów amunicji, magazynów prowiantowych, kolei, dworców, gospodarstw, pól i mostów,
- 3. dozorowanie ludzi politycznie nam nieprzyjaznych,
- 4. prowadzenie spisu i kontrola powracających z wojny żołnierzy.

Podpisano: Krajowy Komendant: Jerzy Wł. Szczurek, por. W. P.”.

### Formowanie
„Lud nasz, daleki od zarażenia się duchem bolszewizmu, czuje i rozumie, jakie znaczenie szczególnie dla nas na Śląsku ma to, by w kraju panował spokój, rozumie dalej, że przyszłość kraju naszego nie zależy tyle od rozstrzygnięć dalekich, lecz przedewszystkiem od nas samych, od siły, jaką na własnej ziemi przedstawiamy. To też najlepiej świadczy o słabości roszczeń czeskich czy niemieckich odnośnie do Śląska Cieszyńskiego, że tak jedni, jak drudzy, podstaw pod te roszczenia nie widzą i nie szukają na miejscu, lecz wszelką nadzieję pokładają w kombinacjach na szwindlach politycznych, o których sądzą, że na konferencji pokojowej będą możliwe do przeprowadzenia – my zaś przedewszystkiem, nie lekceważąc znaczenia konferencji pokojowej, budujemy na siłach własnych i tu się organizujemy. Milicja nasza, to gwarancja spokoju w kraju i to jedna z najlepszych i najpewniejszych gwarancyj przyszłości kraju naszego.”– Dziennik Cieszyński 25 listopada 1918.

Na wezwanie Rady Narodowej odpowiedziała większość gmin Księstwa Cieszyńskiego, w których zgłosiło się w sumie 6000 ochotników. Władze polskie we współpracy z tworzącym się w Cieszynie Wojskiem Polskim, przydzieliły oddziałom instruktorów wojskowych ze stopniami oficerskimi. Przydziałem zajął się generał Aleksandrowicz, pierwszy dowódca wojsk polskich na Śląsku Cieszyńskim.
Funkcje oficerów Wojska Polskiego kierowanych do Milicji Polskiej, oprócz porucznika Jerzego Szczurka oraz chorążego Teofila Gabzdyla objęli także: ppor. Sojka, ppor. Jeżowicz, por. dr. Kisza, ppor. Ciupek, ppor. Guziur, ppor. Matros, por. Zaręba, ppor. Kopecki, ppor. Rządek, ppor. Paweł Pawlas, por. Gara, ppor. Wieliczka, ppor. Lipowczan, por. Kubisztal, ppor. Starzyk, ppor. Bączek, ppor. Biel, por. Jan Byra, por. Łukoś, ppor. Międzybrodzki.
Dużym problemem okazał się niedobór broni oraz amunicji dla ochotników. Uzbrojenia nie wystarczało nawet dla tworzącego się wówczas Wojska Polskiego. Dowództwo obawiało się również sytuacji, że broń znajdująca się w terenie może zostać przejęta przez bojówki komunistyczne, które mogą jej użyć do wywołania zbrojnej rewolucji. Milicji udało się uzyskać początkowo jedynie 2000 karabinów i to w dodatku starszych systemów. Na każdy karabin jaki otrzymywała placówka milicyjna przypadło tylko 5 sztuk amunicji. Oprócz oficjalnych wojskowych przydziałów broni palnej, milicjanci samodzielnie zaopatrywali się w broń, uzbrajając się we własnym zakresie w strzelby myśliwskie.
Milicja początkowo nie posiadała również własnego umundurowania. Milicjanci ubrani byli w zwykłe, cywilne ubrania, a oznaczeni byli tylko na lewym ramieniu biało-czerwonymi opaskami oraz wystawiono im urzędowe legitymacje.
24 listopada 1918 roku o godzinie 10:30 odbył się w Cieszynie przegląd Milicji Polskiej, na który stawiły się delegacje jednostek milicyjnych z całego Śląska Cieszyńskiego. Celem zjazdu była oficjalna ceremonia zaprzysiężenia – złożenie przysięgi Radzie Narodowej Księstwa Cieszyńskiego. W sumie na ceremonii zjawiło się 2000 ochotników. Reprezentowane były miejscowości: Karwina skąd przybyła delegacja 172 osób z własną orkiestrą, a także Poręba 66, Cierlicko 53, Bystrzyca 50, Pastwiska 40, Rychwald 35, Trzyniec 31, Koniaków 21, Jabłonków 21 i inne.

### Organizacja

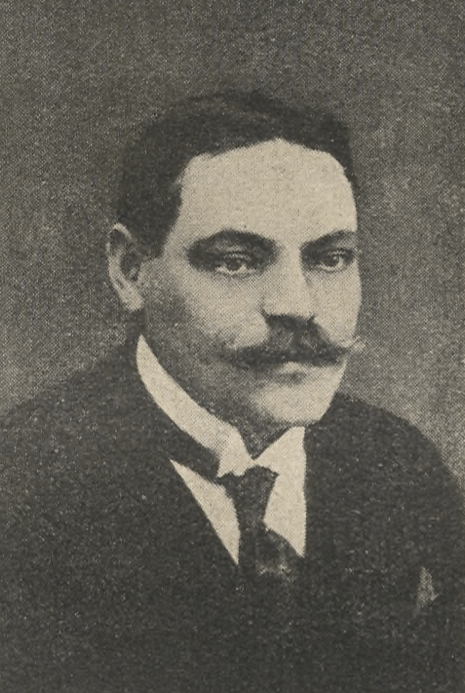
Ob. Stanisław Cyankiewicz starszy kierownik szkoły, dowódca 12 kompanii Milicji w Dziedzicach

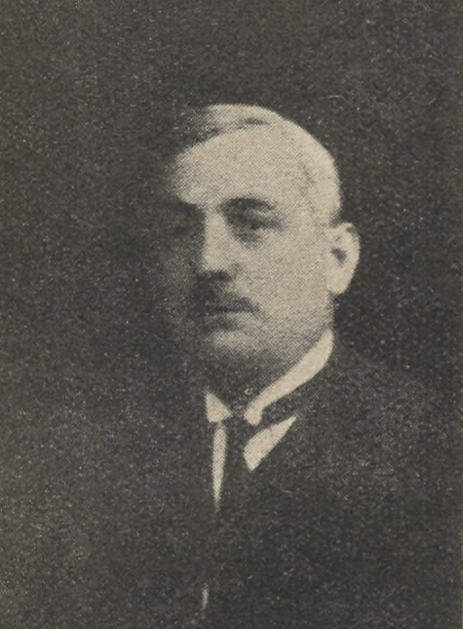
Ob. Franciszek Urbaczka nauczyciel, dow. 4 komp Milicji w Istebnej

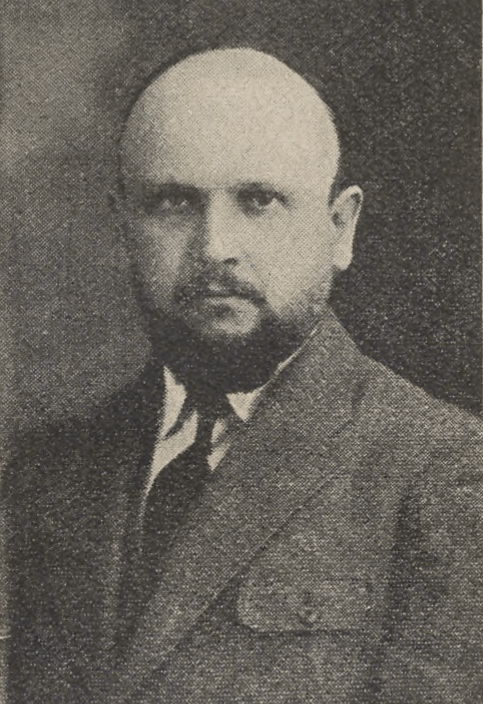
Ppor. Paweł Pawlas, dow. 10 kompanii Milicji w Górnej Suchej

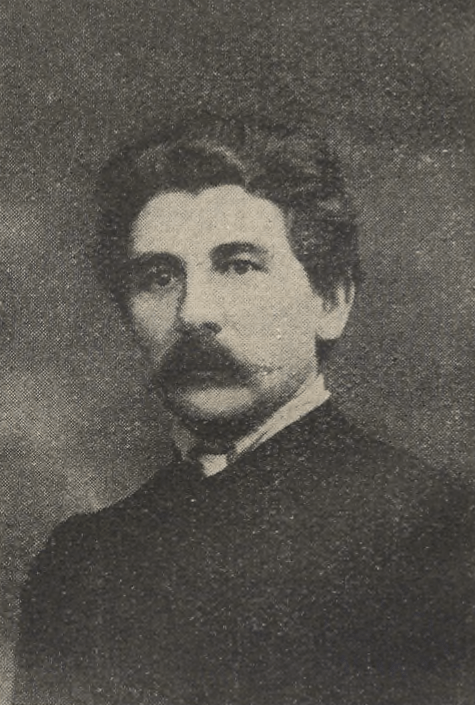
Ob. Józef Kynast, dow. 8 komp. Milicji w Dąbrowej

Milicji Polskiej Śląska Cieszyńskiego podporządkowane były trzy baony, każdy złożony z 5 kompanii, co w sumie dawało ich 15. Najliczniejszą była placówka w Karwinej (przeszło 400), do najmniejszych należały placówki w Międzyświeciu, Drogomyślu, Cisownicy, Bażanowicach. Przeciętnie każda kompania liczyła 400 ludzi, a każdy baon 2000 ludzi. Organizacja pułku milicji przedstawiała się następująco:
Dowództwo pułku Milicji w Cieszynie: Dowódca: por. Jerzy Szczurek. Adiutant: chorąży Teofil Gabzdyl.
1. Dowództwo I baonu Milicji w Cieszynie: Dowódca: ppor. Jan Starzyk, później por. Jan Byra.
- 1 kompania w Cieszynie: dow. dyr. szkoły Wojciech Marek, później ob. Jan Branny, która obejmowała placówki (miejscowe komendy) znajdujące się w miejscowościach: Cieszyn (dyr. Marek), Bobrek (ob. Wojtek Franc.), Krasna (ob. Biłko Józef), Gumna (ob. Węglorz jun.), Ogrodzona (ob. Staniek), Zamarski (ob. Pastucha), Hażlach, Pastwiska (ob. Pacuła), Pogwizdów (ob. Pieczonka), Brzezówka, Boguszowice (ob. Pacuła), Mosty (ob. Branny), Mistrzowice (ob. Cieńciała), Koniaków, Stanisłowice (ob. Kula), Sibica, Żuków Górny, Żuków Dolny, Wielopole (ob. Jaś), Grodziszcz (ob. Pacuła), Ropica, Puńców (ob. Kłoda od Krzyża), Mnisztwo (ob. Szotkowski), Dzięgielów (ob. Obracaj), Bażanowice (ob. Niemiec).
- 2 kompania w Trzyńcu: ppor. Sojka. Obejmowała placówki: Trzyniec, Leszna Dolna (ob. Jaś), Leszna Górna (ob. Smolik), Kojkowice (ob. Kajzar mł.). Końska (ob. Buzek), Wędrynia, Nydek, Bystrzyca, Oldrzychowice, Tyra, Łyżbice. Karpętna, Niebory.
- 3 kompania w Jabłonkowie: ppor. Jeżowicz. Obejmowała placówki: Jabłonków, Mosty (ob. Adamczyk), Łomna Górna i Łomna Dolna, Boconowice, Milików, Koszarzyska, Piosek.
- 4 kompania w Istebnej: ob. Urbaczka, nauczyciel w Jaworzynce. Obejmowała placówki: Istebna (ob. Gazurek), Jaworzynka (ob. Michałek), Koniaków (ob. Kiebel), Bukowiec.
- 5 kompania w Gnojniku: ob. Kotas, rolnik w Smiłowicach. Obejmowała placówki: Gnojnik, Toszonowice Górne, Trzanowice, Śmiłowice, Guty (ob. Szczuka), Trzycież, Ligotka Kameralna, Dobracice, Domasłowice i Szobiszowice.

2. Dowództwo II baonu Milicji we Frysztacie: Dowódca: por. dr. Kiszą, później por. Antoni Łukoś.
- 6 kompania we Frysztacie: ppor. Ciupek. Placówki: Frysztat, Stare Miasto, Raj, Zawada (ob. Jasicki), Kaczyce, Kończyce Małe i Wielkie, Piotrowice (ob. Krótki), Marklowice (ob. Koteria), Zebrzydowice (ob. Kołaczek Rudolf), Piersna.
- 7 kompania w Karwinej: por. Zaręba, później ppor. Matros i ppor. Smolka. Placówki: Karwina, Darków, Stonawa (ob. Recmanik i ob. Bartosz), Łąki.
- 8 kompania w Dąbrowęj: ob. Kynast. Placówki: Dąbrowa, Poręba, Lutynia Polska, Lutynia Niemiecka.
- 9 kompania w Boguminie: ppor. Kopecki, ppor. Rządek, ppor. Guziur. Placówki: Bogumin-Dworzec, Bogumin-Miasto, Skrzeczoń, Szonychel, Zabłocie, Rychwałd (ob. dr. Michalik), Wierzniowice.
- 10 kompania w Suchej Górnej: ppor. Pawlas Paweł. Placówki: Sucha Górna (ob. Funiok Albin), Szumbark (ob. Błahut lub ob. Krzystek Rudolf), Błędowice Dolne (ob. Kubiczek), Żywocice, Cierlicko (ob. Chmiel), Datynie Dolne i Olbrachcice (ob. Cichy Rudolf i ob. Rojek).

3. Dowództwo III baonu Milicji w Bielsku: Dowódca: por. Kubisztal, ostatnio ppor. K. Międzybrodzki.
- 11 kompania w Bielsku: ob. Binek z Jaworza. Placówki: Bielsko, Aleksandrowice, Kamienica, Mikuszowice, Bystra, Jaworze, Jasienica, Mazańcowice, Międzyrzecze Górne i Dolne.
- 12 kompania w Dziedzicach: por. Gara, później ob. Cyankiewicz St. Placówki: Dziedzice (ob. Stryczek), Czechowice, Ligota (ob. Korzeniowski), Bronów (ob. Kopeć), Rudzica, Zabrzeg (ob. Tomaszczyk).
- 13 kompania w Strumieniu: ob. Staroń, później ppor. Wieliczka. Placówki: Strumień, Bąków, Pruchna, Zbytków, Frelichów, Zaborze, Zabłocie, Mnich, Landek, Zarzecze (ob. Przybyła), Drogomyśl.
- 14 kompania w Skoczowie: ppor. Bączek. Placówki: Skoczów, Wiślica, Grodziec, Pogórze, Świętoszówka, Bielowicko, Pierściec, Ochaby, Kisielów, Międzyświeć, Iskrzyczyn, Kostkowice (ob. Siostrzonek), Simoradz, Dębowiec, Kiczyce.
- 15 kompania w Ustroniu: ppor. w st. spocz. Lipowczan. Placówki; Ustroń, Wisła (ob. Halama Antoni), Hermanice, Godziszów, Cisownica, Goleszów, Lipowiec, Górki Małe i Wielkie, Brenna (ob. Fox).

### Służba
Do zadań milicji należała ochrona budynków, dbanie o porządek publiczny. Pierwsze działania podjęto już 1 listopada 1918 roku, kiedy oddział milicji w Suchej Górnej pod dowództwem ppor. Pawła Pawlasa rozbroił szwadrony węgierskich huzarów, przekazując ich wyposażenie oraz ponad 200 koni oddziałom Wojska Polskiego.
W grudniu 1918 roku, kiedy obawiano się czeskiego ataku na Śląsk Cieszyński, zadania milicji rozszerzono także o patrolowanie linii demarkacyjnej pomiędzy terenami kontrolowanymi przez Polaków i Czechów. Milicja ta pełniła służbę wraz z nielicznymi oddziałami wojska polskiego pod dowództwem gen. Franciszka Latinika.
Po agresji czeskiej 23 stycznia 1919 roku, oddziały milicji uczestniczyły w walce z czeskim wojskiem, wsławiając się m.in. zaciętą obroną Przełęczy Jabłonkowskiej. W walkach z żołnierzami czeskimi wzięły udział oddziały milicyjne z Karwiny, Trzyńca, Górnej Suchej, Dąbrowy, a także  Boguminia, Istebnej, Cieszyna i Dziedzic.
Po rozejmie z Czechami i po powrocie wojsk polskich do Cieszyna, organizacja Milicji Polskiej Księstwa Cieszyńskiego została rozwiązana w lutym 1919 roku. W sumie w okresie jej działalności przez szeregi milicji przewinęło się około 6500 osób.